# Цисмар
Цисмар — деревня в общине Грёмиц района Восточный Гольштейн земли Шлезвиг-Гольштейн Федеративной Республики Германия.

## История
Центром деревни Цисмар является бывший Бенедиктинский монастырь, который был перенесён из города Любек в 1245 году. В ходе секуляризации Бенедиктский монастырь был превращён в двор Цисмарского отделения.
С 1865 года по 1921 год деревня Цисмар была административным центром района Ольденбург в Гольштейне.
С 1999 года монастырь Цисмар является частью Фонда государственных музеев земли Шлезвиг-Гольштейн. С этого года в выставочных залах Бенедиктского монастыря проводятся художественные выставки регионального значения. Каждые вторые выходные проходит фестиваль Бенедиктского монастыря.
Дом природы деревни Цисмар — музей природы, крупнейшая выставка ракушек и класса брюхоногих в Германии.
Чтения проводятся в «Белом доме», в котором проживает писатель Дорис Рунге.
С 1956 года существует местная газета «Cismarer Bote».
С 1988 года Ян Кольвиц, правнук Кете Кольвиц, работает в керамической мастерской деревни Цисмар.

## Известные личности
- Иоахим фон Ахлефельдт (1650 — 1701).
- Давид Рейнгольд фон Сиверс (1732 — 1814).
- Вильгельм фон Кардорф (1792 — 1827).
- Бернгард Эрнст фон Бюлов (1815 — 1879).
- Рихард Брун (1886 — 1964).